# Epeorus alexandri
Epeorus alexandri is een haft uit de familie Heptageniidae. De wetenschappelijke naam van de soort is voor het eerst geldig gepubliceerd in 1989 door Kluge & Tiunova.
De soort komt voor in het Palearctisch gebied.